# Urszula Nowakowska
Urszula Nowakowska (ur. 1957) – polska prawniczka, działaczka społeczna, założycielka fundacji Centrum Praw Kobiet.

## Życiorys
Ukończyła studia prawnicze na Wydziale Prawa i Administracji Uniwersytetu Warszawskiego. W latach 80. zaangażowała się w tworzące się w Polsce środowisko feministyczne. W pierwszej połowie lat 90. odbywała staże zawodowe w USA, m.in. w Kongresie Stanów Zjednoczonych i w jednej z nowojorskich organizacji pozarządowych.
Po powrocie do kraju w 1994 zainicjowała powstanie fundacji Centrum Praw Kobiet, w której objęła funkcję przewodniczącej zarządu. Pozyskała wsparcie finansowe od German Marshall Fund, dzięki któremu CPK działało przez pierwsze trzy lata. Centrum stało się organizacją zajmującą się udzielaniem porad prawnych i psychologicznych dla kobiet będących ofiarami przemocy, doświadczających przestępstw na tle seksualnym lub mobbingu. Wraz z Fundacją Centrum Praw Kobiet stworzyła Specjalistyczny Ośrodek Wsparcia w Warszawie, będący miejscem schronienia dla kobiet doświadczających przemocy domowej i zmuszonych do ucieczki z własnego domu.
Była także współtwórczynią Europejskiej Organizacji Kobiet przeciwko Przemocy (WAVE), została ekspertem Rady Europy. Brała udział w założeniu Polskiego Stowarzyszenia Feministycznego (1989). Jest współautorką i redaktorem publikacji wydawanych przez fundację w formie poradników prawnych dla kobiet (Jeśli chcesz się rozwieść, Jeśli jesteś ofiarą przemocy i Na rynku pracy), a także opracowań poświęconych przemocy w rodzinie oraz równouprawnieniu.

## Odznaczenia i wyróżnienia
W 2011 prezydent Bronisław Komorowski odznaczył ją Krzyżem Oficerskim Orderu Odrodzenia Polski.
W 2019 została wyróżniona przyznawaną przez rzecznika praw obywatelskich odznaką honorową „Za Zasługi dla Ochrony Praw Człowieka”, która została jej wręczona w czasie uroczystej gali z okazji 25-lecia Centrum Praw Kobiet przez Adama Bodnara. W 2021 otrzymała Nagrodę PRB im. Andrzeja Czerneckiego w kategorii działalność społeczna.

## Publikacje
- Urszula Nowakowska, Magdalena Jabłońska, Jeśli chcesz się rozwieść, Centrum Praw Kobiet, Warszawa 2016 (e-book).
- Urszula Nowakowska, Magdalena Jabłońska, Jeśli jesteś ofiarą przemocy, Centrum Praw Kobiet, Warszawa 2016 (e-book).
- Urszula Nowakowska, Andrzej Dominiczak, Stereotyp ponad prawem. Wymiar sprawiedliwości w sprawach o zabójstwo na tle przemocy w rodzinie, Centrum Praw Kobiet, Warszawa 2013 (e-book).